# Pugilato ai Giochi della XXXIII Olimpiade
I tornei di pugilato ai Giochi della XXXIII Olimpiade si sono svolti dal 27 luglio al 10 agosto. Gli incontri preliminari di pugilato si svolgeranno all'Arena Paris Nord di Villepinte, mentre i gironi per le medaglie (semifinali e finali) si sono svolti nello Stadio Roland Garros.
Il programma di pugilato ha presentato lo stesso numero di categorie di peso delle tre edizioni precedenti, per un totale di tredici (sette per gli uomini e sei per le donne).

## Categorie
In linea con la missione del CIO di raggiungere la piena uguaglianza di genere, Parigi 2024 ha istituito un altro cambiamento significativo al programma di boxe, con il numero di categorie di peso per gli uomini ridotto da otto a sette, rimuovendo infine la divisione dei pesi massimi leggeri. D'altro canto, le classi di peso delle donne vedono un corrispondente aumento da cinque a sei con l'introduzione della categoria dei pesi gallo.
Gli uomini si sono sfidati nelle seguenti sette categorie:
- Pesi mosca (51 kg)
- Pesi piuma (57 kg)
- Pesi leggeri (63,5 kg)
- Pesi welter (71 kg)
- Pesi medi (80 kg)
- Pesi massimi (92 kg)
- Pesi supermassimi (+92 kg)

Le donne nelle seguenti sei categorie:
- Pesi mosca (50 kg)
- Pesi gallo (54 kg)
- Pesi piuma (57 kg)
- Pesi leggeri (60 kg)
- Pesi welter (66 kg)
- Pesi medi (75 kg)

## Qualificazioni
Un totale di 248 posti contingentati, con un'equa distribuzione tra uomini e donne, sono disponibili per i pugili idonei a competere a Parigi 2024, quasi quaranta in meno in totale rispetto a quelli di Tokyo 2020.
I NOC qualificati potevano inviare solo un pugile per ciascuna categoria di peso. La nazione ospitante, la Francia, riserva un massimo di sei posti quota da distribuire equamente tra uomini e donne nelle rispettive categorie di peso, mentre nove posti (quattro per uomini e cinque per donne) avranno diritto ai NOC idonei interessati a far competere i propri pugili a Parigi nel rispetto del principio di universalità.

## Calendario
| P | Turni Preliminari | ¼ | Quarti di Finale | ½ | Semifinali | F | Finali |

| Data →                | Sab 27 | Sab 27 | Dom 28 | Dom 28 | Dom 28 | Lun 29 | Lun 29 | Lun 29 | Mar 30 | Mar 30 | Mar 30 | Mer 31 | Mer 31 | Mer 31 | Gio 1 | Gio 1 | Gio 1 | Ven 2 | Ven 2 | Sab 3 | Sab 3 | Dom 4 | Dom 4 | Lun 5 | Mar 6 | Mer 7 | Gio 8 | Ven 9 | Sab 10 |
| Evento ↓              | P      | S      | M      | P      | S      | M      | P      | S      | M      | P      | S      | M      | P      | S      | M     | P     | S     | P     | S     | P     | S     | M     | P     | S     | S     | S     | S     | S     | S      |
| --------------------- | ------ | ------ | ------ | ------ | ------ | ------ | ------ | ------ | ------ | ------ | ------ | ------ | ------ | ------ | ----- | ----- | ----- | ----- | ----- | ----- | ----- | ----- | ----- | ----- | ----- | ----- | ----- | ----- | ------ |
| Mosca maschile        |        |        |        |        |        |        |        |        | P      | P      | P      |        |        |        |       |       |       | ¼     | ¼     |       |       | ½     | ½     |       |       |       | F     |       |        |
| Piuma maschile        |        |        | P      | P      | P      |        |        |        |        |        |        | P      | P      | P      |       |       |       |       |       | ¼     | ¼     |       |       |       |       |       | ½     |       | F      |
| Leggeri maschile      | P      | P      |        |        |        | P      | P      | P      |        |        |        |        |        |        | ¼     | ¼     | ¼     |       |       |       |       | ½     | ½     |       |       | F     |       |       |        |
| Welter maschile       |        |        | P      | P      | P      |        |        |        |        |        |        | P      | P      | P      |       |       |       |       |       | ¼     | ¼     |       |       |       | ½     |       |       | F     |        |
| Medi maschile         | P      | P      |        |        |        |        |        |        | P      | P      | P      |        |        |        |       |       |       | ¼     | ¼     |       |       | ½     | ½     |       |       | F     |       |       |        |
| Massimi maschile      |        |        | P      | P      | P      |        |        |        |        |        |        |        |        |        | ¼     | ¼     | ¼     |       |       |       |       | ½     | ½     |       |       |       |       | F     |        |
| Supermassimi maschile |        |        |        |        |        | P      | P      | P      |        |        |        |        |        |        |       |       |       | ¼     | ¼     |       |       |       |       |       |       | ½     |       |       | F      |
| Mosca femminile       |        |        | P      | P      | P      |        |        |        |        |        |        |        |        |        | P     | P     | P     |       |       | ¼     | ¼     |       |       |       | ½     |       |       | F     |        |
| Gallo femminile       | P      | P      |        |        |        |        |        |        | P      | P      | P      |        |        |        | ¼     | ¼     | ¼     |       |       |       |       | ½     | ½     |       |       |       | F     |       |        |
| Piuma femminile       |        |        |        |        |        |        |        |        | P      | P      | P      |        |        |        |       |       |       | P     | P     |       |       | ¼     | ¼     |       |       | ½     |       |       | F      |
| Leggeri femminile     | P      | P      |        |        |        | P      | P      | P      |        |        |        | ¼      | ¼      | ¼      |       |       |       |       |       | ½     | ½     |       |       |       | F     |       |       |       |        |
| Welter femminile      |        |        | P      | P      | P      |        |        |        |        |        |        |        |        |        | P     | P     | P     |       |       | ¼     | ¼     |       |       |       | ½     |       |       | F     |        |
| Medi femminile        |        |        |        |        |        |        |        |        |        |        |        | P      | P      |        |       |       |       |       |       | ¼     | ¼     |       |       |       |       |       | ½     |       | F      |

## Podi

### Uomini
| Evento                  | Oro                     | Argento                | Bronzo                                      |
| Mosca (dettagli)        | Hasanboy Dusmatov       | Billal Bennama         | Junior Alcántara Daniel Varela de Pina      |
| Piuma (dettagli)        | Abdumalik Khalokov      | Munarbek Seiitbek Uulu | Charlie Senior Javier Ibáñez                |
| Leggeri (dettagli)      | Erislandy Álvarez       | Sofiane Oumiha         | Wyatt Sanford Lasha Guruli                  |
| Welter (dettagli)       | Asadkhuja Muydinkhujaev | Marco Verde            | Omari Jones Lewis Richardson                |
| Medi (dettagli)         | Oleksandr Chyžnjak      | Nurbek Oralbay         | Cristian Pinales Arlen López                |
| Massimi (dettagli)      | Lazizbek Mullojonov     | Loren Alfonso          | Enmanuel Reyes Davlat Boltaev               |
| Supermassimi (dettagli) | Bakhodir Jalolov        | Ayoub Ghadfa           | Nelvie Tiafack Djamili-Dini Aboudou Moindze |

### Donne
| Evento             | Oro               | Argento            | Bronzo                              |
| Mosca (dettagli)   | Wu Yu             | Buse Naz Çakıroğlu | Nazym Kyzaibay Aira Villegas        |
| Gallo (dettagli)   | Chang Yuan        | Hatice Akbaş       | Pang Chol-mi Im Ae-ji               |
| Piuma (dettagli)   | Lin Yu-ting       | Julia Szeremeta    | Esra Yıldız Nesthy Petecio          |
| Leggeri (dettagli) | Kellie Harrington | Yang Wenlu         | Wu Shih-yi Beatriz Ferreira         |
| Welter (dettagli)  | Imane Khelif      | Yang Liu           | Janjaem Suwannapheng Chen Nien-chin |
| Medi (dettagli)    | Li Qian           | Atheyna Bylon      | Caitlin Parker Cindy Ngamba         |

## Medagliere
| Pos.   | Paese                     | Oro | Argento | Bronzo | Totale |
| ------ | ------------------------- | --- | ------- | ------ | ------ |
| 1      | Uzbekistan                | 5   | 0       | 0      | 5      |
| 2      | Cina                      | 3   | 2       | 0      | 5      |
| 3      | Taipei cinese             | 1   | 0       | 2      | 3      |
| 4      | Cuba                      | 1   | 0       | 1      | 2      |
| 5      | Irlanda                   | 1   | 0       | 0      | 1      |
| 5      | Ucraina                   | 1   | 0       | 0      | 1      |
| 5      | Algeria                   | 1   | 0       | 0      | 1      |
| 8      | Francia                   | 0   | 2       | 1      | 3      |
| 8      | Turchia                   | 0   | 2       | 1      | 3      |
| 10     | Kazakistan                | 0   | 1       | 1      | 2      |
| 10     | Spagna                    | 0   | 1       | 1      | 2      |
| 12     | Messico                   | 0   | 1       | 0      | 1      |
| 12     | Azerbaigian               | 0   | 1       | 0      | 1      |
| 12     | Polonia                   | 0   | 1       | 0      | 1      |
| 12     | Kirghizistan              | 0   | 1       | 0      | 1      |
| 12     | Panama                    | 0   | 1       | 0      | 1      |
| 17     | Rep. Dominicana           | 0   | 0       | 2      | 2      |
| 17     | Filippine                 | 0   | 0       | 2      | 2      |
| 17     | Australia                 | 0   | 0       | 2      | 2      |
| 20     | Brasile                   | 0   | 0       | 1      | 1      |
| 20     | Canada                    | 0   | 0       | 1      | 1      |
| 20     | Georgia                   | 0   | 0       | 1      | 1      |
| 20     | Corea del Nord            | 0   | 0       | 1      | 1      |
| 20     | Corea del Sud             | 0   | 0       | 1      | 1      |
| 20     | Capo Verde                | 0   | 0       | 1      | 1      |
| 20     | Thailandia                | 0   | 0       | 1      | 1      |
| 20     | Stati Uniti               | 0   | 0       | 1      | 1      |
| 20     | Gran Bretagna             | 0   | 0       | 1      | 1      |
| 20     | Tagikistan                | 0   | 0       | 1      | 1      |
| 20     | Bulgaria                  | 0   | 0       | 1      | 1      |
| 20     | Atleti Olimpici Rifugiati | 0   | 0       | 1      | 1      |
| 20     | Germania                  | 0   | 0       | 1      | 1      |
| Totale | Totale                    | 13  | 13      | 26     | 52     |